# Pilotrichum andersonii
Pilotrichum andersonii là một loài rêu trong họ Pilotrichaceae. Loài này được Crosby mô tả khoa học đầu tiên năm 1969.